# Paul Ratcliffe
Paul Ratcliffe (* 12. November 1973 in Salford) ist ein ehemaliger britischer Kanute.

## Karriere
Paul Ratcliffe nahm im Kanuslalom mit dem Einer-Kajak zweimal an Olympischen Spielen teil. Bei seinem Olympiadebüt 1996 in Atlanta wurde der Wettkampf in zwei Läufen durchgeführt, wobei der schnellste für die Gesamtwertung herangezogen wurde. Nach 153,59 Punkten im ersten Lauf gelang es ihm im zweiten Lauf, sich mit 148,37 Punkten nochmal zu verbessern, und er schloss den Wettbewerb auf dem 14. Platz ab. Bei den Olympischen Spielen 2000 in Sydney belegte er zunächst in der Qualifikation den dritten Platz, ehe er im Finallauf mit 223,71 Punkten den zweiten Platz erreichte und somit hinter dem Deutschen Thomas Schmidt und vor dem Italiener Pierpaolo Ferrazzi die Silbermedaille gewann.
Bei den Weltmeisterschaften 1997 in Três Coroas sicherte sich Ratcliffe mit der Mannschaft die Bronzemedaille sowie in der Einzelkonkurrenz den Titelgewinn. 1999 gewann er in La Seu d’Urgell im Einzelwettbewerb eine weitere Bronzemedaille. Ratcliffe wurde 1998 in Roudnice nad Labem und 2002 in Bratislava jeweils Europameister im Einer-Kajak.